# 5705 Ericsterken
5705 Ericsterken eller 1965 UA är en asteroid i huvudbältet som upptäcktes den 21 oktober 1965 av den belgiske astronomen Henri Debehogne i Uccle. Den är uppkallad efter Eric Sterken.
Asteroiden har en diameter på ungefär 4 kilometer.